# O Confessor
O Confessor (em inglês The Confessor) é o título de um livro de ficção sobre espionagem do escritor norte-americano Daniel Silva, publicado pela primeira vez no ano 2003.
Faz parte de uma “trilogia acidental sobre o tema inesgotável do Holocausto” (Daniel Silva), encena uma crise na Igreja Católica, questiona a conivência do Vaticano com as atrocidades cometidas pelo regime Nazi, e inicia-nos nos meandros da vida dupla de Gabriel Allon, talentoso restaurador de arte e ex-agente dos Serviços Secretos de Israel.
A história cruza as vidas de três personagens emblemáticas: um Papa que pretende revolucionar a Igreja e abrir os arquivos do Vaticano; um assassino a soldo que é um mito na história do crime europeu; um anti-herói obcecado com a ideia de vingança e empenhado em restabelecer a verdade
Em Portugal, foi editado em 2005, com tradução de Maria João Freire de Andrade, pela Bertrand Editora.